# پرسمی راجه آمپات
پرسمی راجه آمپات یا پیتویی راجه آمپات (نام علمی: Pitohui cerviniventris) نام یک گونه از سرده پیتویی است.